# Carfentanilo
El carfentanilo o carfentanil es un analgésico opioide usado en veterinaria para anestesiar animales de gran porte tales como elefantes y osos, típicamente por medio de dardos tranquilizantes. También ha sido usado en humanos, para imágenes médicas de receptores opioides, y también como droga ilícita, consumida por inyección, insuflación o inhalación. Hay muertes reportadas asociadas al carfentanilo.
Los efectos y efectos secundarios del carfentanilo en humanos son similares a los de otros opioides, e incluyen: euforia, relajación, alivio del dolor, constricción de las pupilas, somnolencia, sedación, disminución de la frecuencia cardíaca, presión arterial baja, disminución de la temperatura corporal, pérdida de la conciencia y supresión de la respiración. Los efectos del carfentanilo, incluyendo la sobredosis, pueden revertirse utilizando los antagonistas de opioides naloxona y naltrexona, aunque pueden ser necesarias más dosis o más altas de lo habitual en comparación con otros opioides.: 23 El carfentanilo es un análogo estructural al analgésico opioide sintético fentanilo. Actúa como agonista selectivo y ultrapotente del receptor opioide μ.
El carfentanilo fue sintetizado por primera vez en 1974 por un equipo de químicos de la Janssen Pharmaceutica entre quienes se encontraba Paul Janssen. Se empezó a usar en medicina veterinaria en 1986. El carfentanilo es controlado legalmente en la mayoría de las jurisdicciones.

## Uso veterinario
El carfentanilo se administra con dardos tranquilizantes a una distancia prudente para poder aplicarles vacunas o medicamentos, sobre todo en animales en peligro de extinción, para investigaciones médicas y científicas, rastrearlos, aprender sus movimientos, cada cuánto se aparean y en qué direcciones migran.

## Farmacodinámica

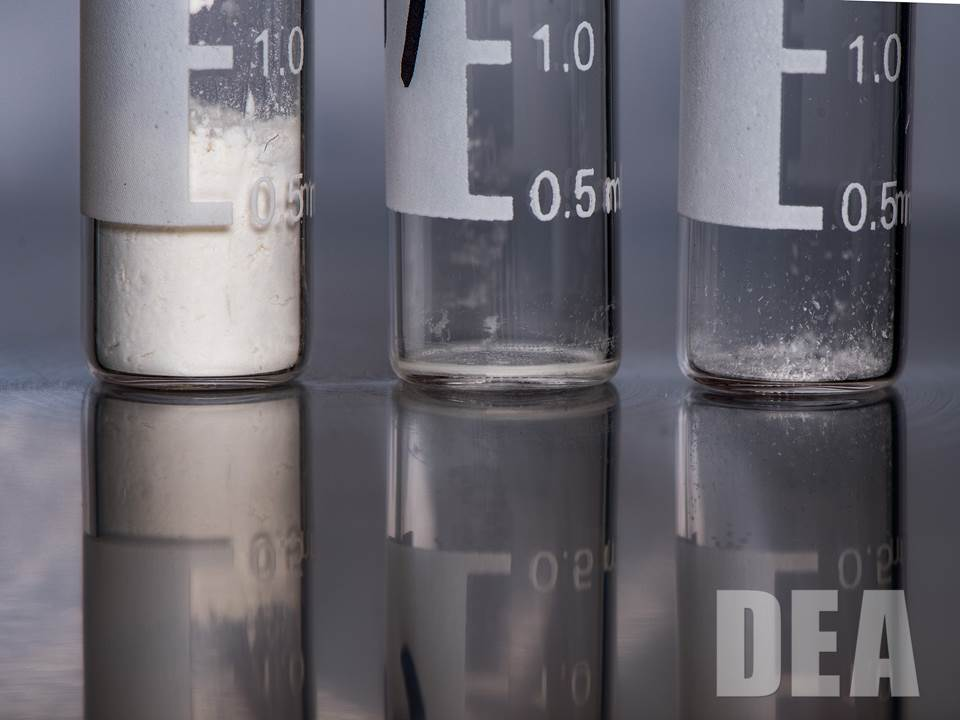
De izquierda a derecha, dosis letales de heroína, carfentanilo y fentanilo respectivamente, según la Administración de Control de Drogas de los Estados Unidos.

El carfentanilo tiene aproximadamente diez mil veces la potencia analgésica de la morfina, cuatro mil la de la heroína y entre veinte y cien la del fentanilo según estudios en animales.

## Crisis de los rehenes en el teatro de Moscú
En 2012, un equipo de investigadores de los laboratorios británicos de defensa química y biológica en Porton Down encontró carfentanilo y remifentanilo en la ropa de dos supervivientes británicos de la crisis de los rehenes en el teatro de Moscú de 2002 y en la orina de un tercer superviviente. El equipo concluyó que el ejército ruso había utilizado una neblina de aerosol de carfentanilo y remifentanilo para someter a los secuestradores chechenos. Los investigadores habían conjeturado previamente a partir de la evidencia disponible que los servicios de emergencia de Moscú no habían sido informados sobre el uso del agente, a pesar de haber recibido instrucciones de llevar antagonistas opioides al lugar. Sin saber que cientos de pacientes habían estado expuestos a altas dosis de opioides fuertes, los trabajadores de emergencia no trajeron cantidades suficientes de naloxona y naltrexona para contrarrestar los efectos del carfentanilo y el remifentanilo. Como resultado, se confirma que ciento veinticinco personas expuestas al aerosol murieron por insuficiencia respiratoria durante el incidente.